# ناسيوس
ناسيوس أو أبو قرن (الاسم العلمي Naseus) هو جنس منقرض من الأسماك ينتمي إلى فصيلة تانج.

## الأنواع
الأنواع المنقرضة من هذه الجنس.
- ناسيوس نوشاليس أغاسيز 1842
- ناسيوس ريكتيفرونس أغاسيز 1842

عاشت هذه الأنواع المنقرضة في عصر الإيوسين.